# Landek
Landek je zalesněný protáhlý kopec, ležící ve slezské části statutárního města Ostravy v katastrálním území Koblova a Petřkovic nad soutokem řek Odry a Ostravice v Ostravské pánvi v ostravských částech Koblov a Petřkovice. Jedná se o evropsky i světově známou lokalitu především z hlediska geologie, archeologie, historie, přírodovědy a hornictví. Její význam je srovnáván se známějšími českými kopci (např. s Řípem, Blaníkem, Orebem či Táborem). Vrch je chráněn jako národní přírodní památka s rozlohou 85,7 hektaru.

## Geografie
Jedná se o nejvýchodnější místo Českého masivu, podle kterého dostal také svůj název – Landek je počeštěný německý výraz Land-Ecke (kout země). Severní úbočí kopce se mírně svažuje do okolní krajiny, kdežto jižní a jihovýchodní svah prudce spadá do údolí Odry. Právě zde se vlivem eroze odhalil unikátní geologický profil s karbonskými vrstvami a vystupujícími uhelnými slojemi.
Výška kopce je sice pouhých 280 m n. m., avšak i tak je zdálky dobře viditelný. Jeho rozloha činí 85,53 hektarů.

## Ekologie
Na kopci se vyskytuje velmi cenná vegetace, některé exempláře buku jsou staré více než 150 let. Kromě nich jsou zde hojně zastoupené břízy (Betula), trnovníky akáty (Robinia pseudoacacia), duby (Quercus), habry (Carpinus), javory (Acer) a lípy (Tilia). Velkou část lesního porostu tvořila až do druhé poloviny 20. století jedle (Abies alba), avšak vlivem znečištěného ovzduší se stala na Landeku vzácnou. Po ukončení těžby uhlí a mírném zlepšení stavu ovzduší na Ostravsku lze pozorovat její pomalý návrat do skladby lesa. Landek byl ušetřen agresivního zalesňování smrkovými monokulturami, neboť mělce kořenící smrk nebyl schopen získat vláhu z hlouběji položených vrstev půdy. Neodolal však rozšíření bezu černého (Sambucus nigra), který v roce 2003 tvořil bezmála 80 % veškerého přízemního porostu. V lese se volně vyskytuje chráněná lilie zlatohlavá (Lilium martagon). Původní flóru však od řeky Odry vytlačují zavlečené porosty křídlatky japonské (Reynoutria japonica).
Kromě rostlin zde lze nalézt vzácné brouky drabčíky (Staphylinidae) a chráněné druhy ptáků, jako je např. chřástal polní (Crex crex), lejsek šedý (Muscicapa striata) či strakapoud prostřední (Dendrocopos medius). Opuštěné hornické štoly poskytují vhodné životní podmínky pro kolonie netopýrů (Microchiroptera).

## Historie

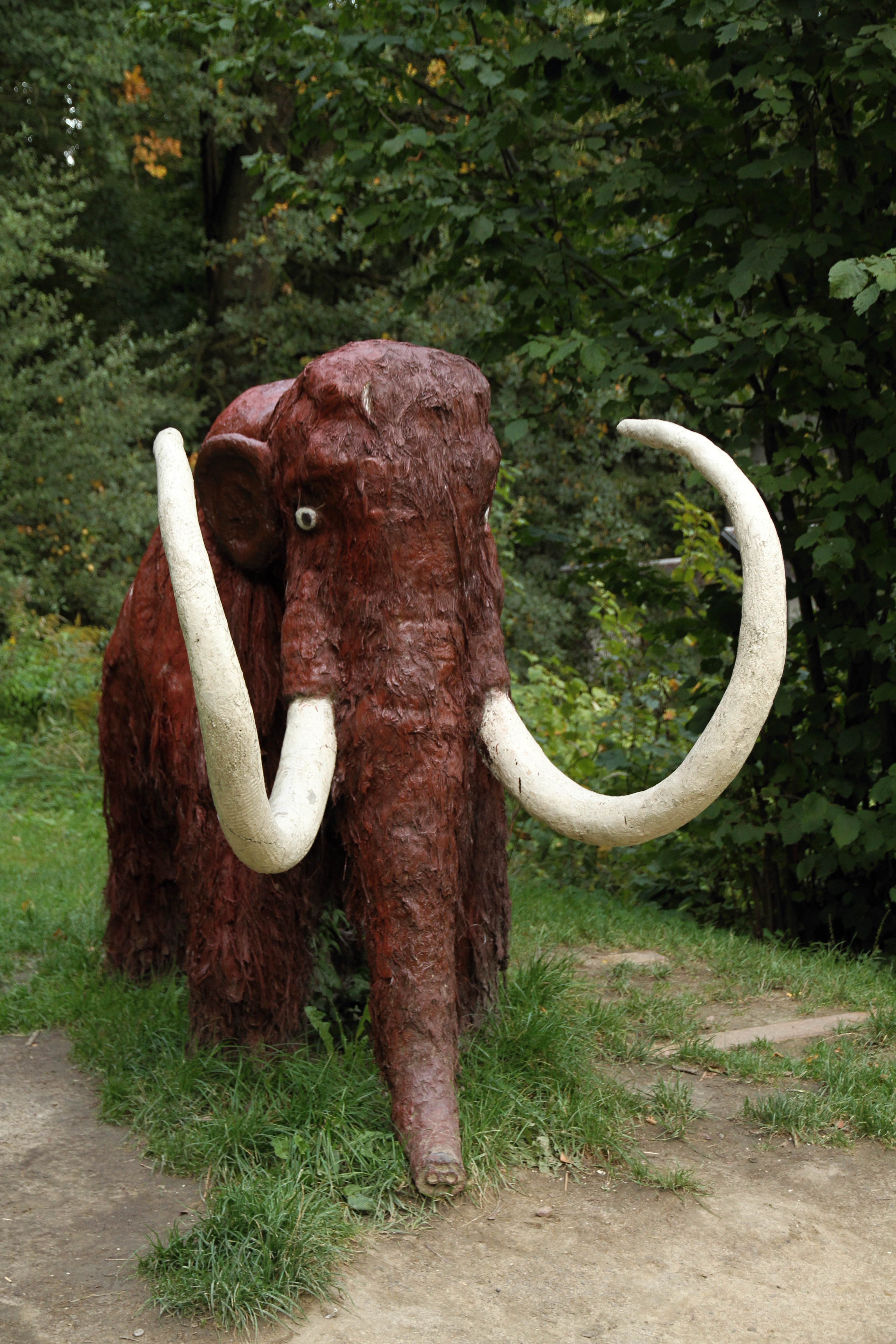
Socha mamuta

Sídliště lovců mamutů ze starší doby kamenné, staré asi 30 000 let, bylo objeveno v roce 1924 při úpravě tenisových kurtů na vrcholu kopce. Lidé se zde usídlili díky výhodné poloze k úkrytu a obraně, ale také hojnosti zvěře v lesích a ryb v řekách. Jedná se o součást pravěkého „civilizačního centra Evropy“, což je pás archeologických nalezišť táhnoucí se od rakouského Willendorfu přes Věstonice a Předmostí u Přerova až do Polska. První experimentální výzkumy proběhly roku 1927, mnohem podrobnější potom v letech 1952–1953. Právě zde byla Bohuslavem Klímou nalezena Petřkovická venuše. Nacházejí se zde jedny z největších evropských uhelných slojí, které navíc vystupují na zemský povrch, což je světový unikát. Právě zde bylo poprvé použito černé uhlí jako palivo. Starším využitím uhlí bylo jen spalování lignitu pravěkými lidmi v jižní Francii. Landek se může pyšnit nepřetržitým osídlením trvajícím více než 23 000 let.
Za vlády Přemysla Otakara II. zde stával hrad, majetek opavských knížat, vybudovaný někdy v letech 1253 až 1256 k ochraně hranic českého státu a zároveň solné a jantarové obchodní stezky vedoucí kolem toku Odry. První písemná zmínka o něm je z 2. srpna 1297. Hrad měl pravidelný ortogonální půdorys s věžemi v rozích. Landecký hrad tvořil protipól hradu ve Slezské Ostravě, který chránil hranice polského státu. Údajným impulsem k vybudování landeckého hradu byl tatarský nájezd v roce 1241 či vpád polských vojsk v roce 1253. Hrad byl pobořen kolem roku 1474 vojsky krále Matyáše Korvína. Jeho zbytky byly patrné ještě v roce 1912, avšak obyvatelé okolních obcí (Koblova, Petřkovic a Šilheřovic) je použili jako základy pro svá obydlí. Na jeho místě nyní stojí rozhledna. Na místě hradu původně stálo od 8. století do 11. století středně velké slovanské hradiště (cca 0,61 ha).
V roce 1782 byla na Landeku zahájena těžba uhlí, která zde trvala nepřetržitě až do roku 1991, kdy byly uhelné zásoby vyčerpány. Landek se tak stal prvním místem na Ostravsku, kde bylo uhlí cílevědomě těženo pro podnikatelské účely. Kromě uhlí však kopec poskytoval také lákavá přírodní zákoutí a záhy se stal oblíbeným místem pro procházky. Místní turistický průmysl se čile rozvíjel, takže již brzy mohli návštěvníci posedět ve dvou výletních restauracích či se projet na loďkách.
Vrch požívá ochrany od roku 1966, v nynější formě od 3. listopadu 1993, kdy byl vyhlášen národní přírodní památkou. V roce 1997 podal Evžen Tošenovský, tehdejší primátor Ostravy, návrh vládě České republiky, aby vláda usilovala o zápis lokality Landek do Seznamu světového dědictví UNESCO. V současné době na úpatí kopce sídlí Hornické muzeum, které zahrnuje také Důl Anselm, nejstarší důl na Ostravsku. Územím kopce vede přírodovědná a hornická naučná stezka.

## Landecké pověsti
Zejména mezi obyvateli Koblova se kdysi o Landeku vyprávěly strašidelné pověsti. Mezi nejčastější patří pověsti o landeckém pokladu, který hlídá paní v černém oblečení na černém koni, nezdárná dcera landeckého pána proměněná v kance, nebo bílý pes s klíčem v hubě. K pokladu také bylo možno sestoupit dírou v zemi, která se otevírala většinou během některého významného církevního svátku. Další z pověstí se týká vodníků, případně vodních panen.

## Rozhledna Landek
Na Landeku v katastru Koblova se také nachází dřevěná rozhledna.

## Zajímavosti
Po vrchu Landek se jmenuje i pár mezinárodních vlaků kategorie expres společností České dráhy a ZSSK jezdící v trase: Praha - Olomouc - Bohumín - Žilina a zpět.